# Brazil női vízilabda-válogatott
A brazil női vízilabda-válogatott Brazília nemzeti csapata, melyet az Brazil Vízisport-szövetség (portugálul: Confederação Brasileira de Desportos Aquáticos) irányít.
Brazília nem tartozik az eredményesebb vízilabda-nemzetek közé, komolyabb nemzetközi versenyeken soha nem jutottak a legjobb négy csapat közé. Legjobb eredményük hat bronzérem a Pánamerikai játékokról.

## Eredmények

### Nyári olimpiai játékok
- 2016 – 8. hely

### Világbajnokság
- 1991 - 8. hely
- 1994 - 11. hely
- 1998 - 10. hely
- 2001 - 10. hely
- 2003 - 12. hely
- 2005 - 13. hely
- 2007 - 10. hely
- 2009 - 13. hely
- 2011 - 14. hely
- 2013 - 14. hely
- 2015 - 10. hely
- 2017 - 14. hely
- 2019 - Nem jutott ki
- 2022 - 14. hely
- 2023 - Visszalépett
- 2024 - 15. hely

### Világliga
- 2014 – 8. hely
- 2015 – 8. hely
- 2016 – 8. hely

### Világkupa
- 1991 – 8. hely

### Pánamerikai játékok
- 1999 –  Bronz
- 2003 –  Bronz
- 2007 – 4. hely
- 2011 –  Bronz
- 2015 –  Bronz
- 2019 –  Bronz
- 2023 –  Bronz